# Ebba Lorentzen
Ebba Lorentzen var en dansk skuespillerinde der i perioden 1913-19 havde mindre ukrediterede biroller i et større antal stumfilm for Nordisk Film.

## Filmografi
| - Bytte Roller (instruktør August Blom) - Bristet Lykke (instruktør August Blom, 1913) - Ballettens Datter (instruktør Holger-Madsen, 1913) - Lykken svunden og genvunden (instruktør Hjalmar Davidsen, 1913) - Skandalen paa Sørupgaard (instruktør Hjalmar Davidsen, 1913) - Den gamle Majors Ungdomskærlighed (instruktør Axel Breidahl, 1913) - Dramaet i den gamle Mølle (instruktør Robert Dinesen, 1913) - Styrmandens sidste Fart (instruktør Eduard Schnedler-Sørensen, 1913) - De Nygifte (instruktør Sofus Wolder, 1913) - Elskovs Opfindsomhed (instruktør Sofus Wolder, 1913) - Axel Breidahl som Hypnotisør (instruktør Axel Breidahl, 1913) - Troskabsvædsken (instruktør Sofus Wolder, 1913) - Giftslangen (instruktør Hjalmar Davidsen, 1913) - Af Elskovs Naade (instruktør August Blom, 1914) - [[Den mystiske Fremmede (instruktør Holger-Madsen, 1914) - En nydelig Ægtemand (instruktør Eduard Schnedler-Sørensen, 1914) - Grev Zarkas Bande]] (instruktør Eduard Schnedler-Sørensen, 1914) - Snustobaksdaasen (instruktør Sofus Wolder, 1914) - Inderpigen (instruktør Robert Dinesen, 1914) - Fædrenes Synd (instruktør August Blom, 1914) - Ægteskab og Pigesjov (instruktør August Blom, 1914) - Den skønne Ubekendte (instruktør Robert Dinesen, 1914) | - De kære Nevøer (instruktør Alfred Cohn, 1914) - Den fjerde Dame (instruktør Eduard Schnedler-Sørensen, 1914) - Hægt mig i Ryggen (instruktør Sofus Wolder, 1914) - Karnevalsdjævelen (instruktør Sofus Wolder, 1914) - Millionærdrengen (instruktør Holger-Madsen, 1914) - Moderen (instruktør Robert Dinesen, 1914) - Opiumsdrømmen (instruktør Holger-Madsen, 1914) - Et Haremsæventyr (instruktør Holger-Madsen, 1915) - Kampen om Barnet (instruktør Hjalmar Davidsen, 1915) - Tre om Een (instruktør Lau Lauritzen Sr., 1915) - En Opstandelse (som Lotti, Maries datter; instruktør Holger-Madsen, 1915) - Kærlighed og Mobilisering (instruktør Lau Lauritzen Sr., 1915) - I de unge Aar (instruktør Alfred Cohn, 1915) - Gissemands Kærlighedshistorie (som Agathe, Tychsens datter; instruktør Alfred Cohn, 1915) - Hendes Ungdomsforelskelse (instruktør Martinius Nielsen, 1916) - Giftpilen (instruktør August Blom, 1916) - Klovnen (instruktør A.W. Sandberg, 1917) - Den megen Kærlighed (instruktør Lau Lauritzen Sr., 1917) - Hendes Hjertes Ridder (instruktør Robert Dinesen, 1918) - Kammerpigen (instruktør Robert Dinesen, 1918) - Har De ikke set Cecilie? (instruktør Lau Lauritzen Sr., 1919) - Konkurrencen (instruktør Robert Dinesen, 1919) |